# GVB 500
Die hochflurigen Straßenbahn-Gelenktriebwagen der Serie GVB 500 wurden Mitte der 1970er Jahre von den Grazer Verkehrsbetrieben (heute: Graz Linien) bei Simmering-Graz-Pauker für die Straßenbahn Graz in Auftrag geben. Die Wagen werden meist zu Spitzenzeiten eingesetzt und sind die letzten reinen Hochflurwagen in Graz.

## Geschichte

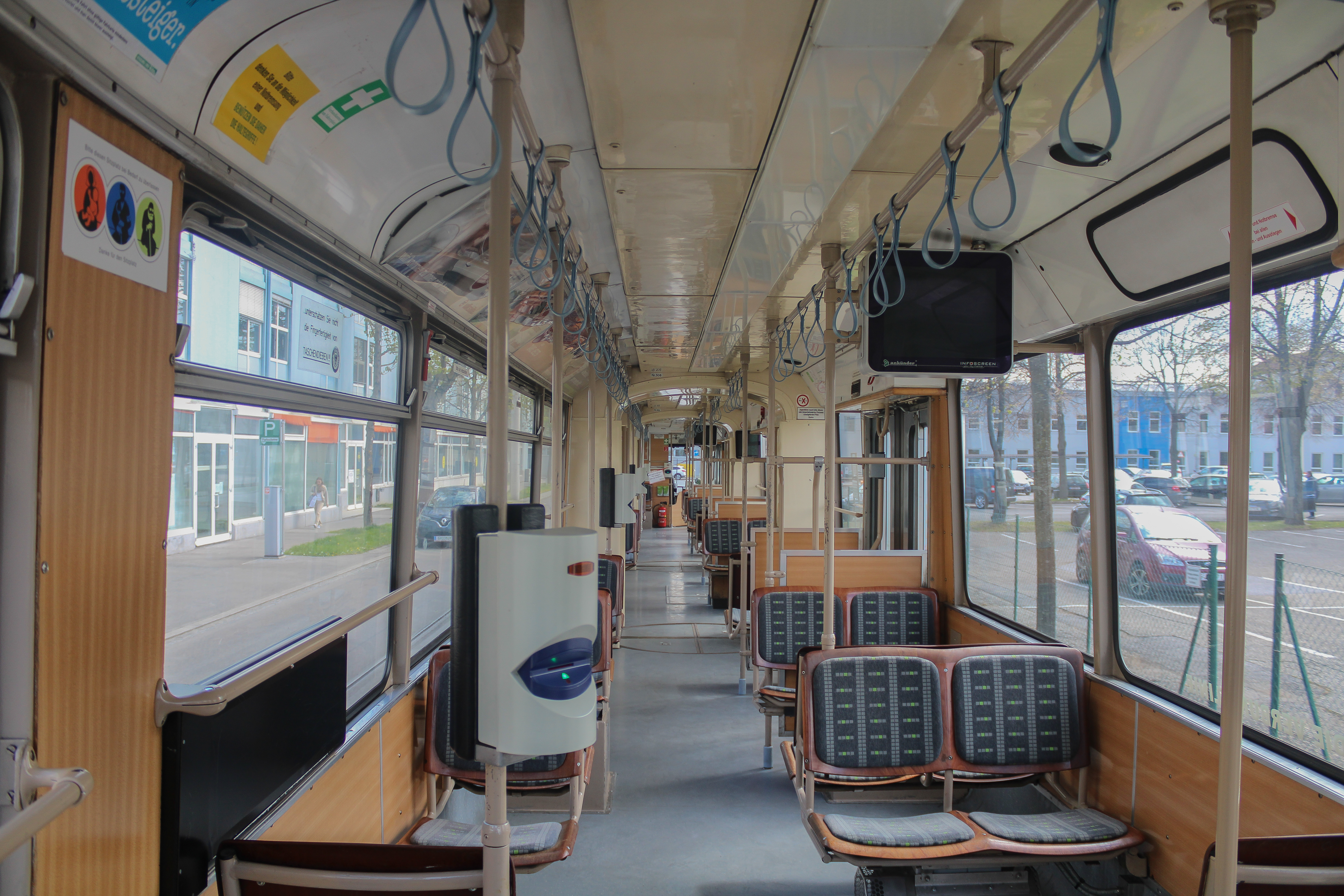
Innenraum einer Garnitur

In den 1970er Jahren standen die Wagen der Reihe GVB 200 zum Ersatz an. Neben dem Kauf von gebrauchten Wagen der Straßenbahn Wuppertal wurden zehn in DÜWAG-Lizenz gebauten Wagen, die zur Type Mannheim gehören, bestellt.
Am 22. Dezember 1977 wurde der erste Triebwagen ausgeliefert. Die Fahrzeuge trugen zuerst die Nummern 1–10 und wurden später in 501–510 umnummeriert.
Am 20. Jänner 1978 wurde erstmals ein „500er“ im Plandienst eingesetzt. Anfangs wurden sie hauptsächlich auf den Linien 4 und 7 eingesetzt, später im gesamten Netz.
Heutzutage (2022) werden die Fahrzeuge vor allem in Spitzenzeiten zur Verstärkung eingesetzt, jedoch sind ganztägige Einsätze aufgrund des Fahrzeugmangels, nicht zuletzt durch die Erweiterungen des Streckennetzes, zahlreich.
Mit Beschaffung von 22 neuen Straßenbahnwagen, spätestens im Jahr 2027, sollen diese Garnituren ausgemustert werden, da um 2027 die 10 Garnituren am Ende ihrer Nutzungszeit sind.

## Technik
Mit der Thyristor-Gleichstromsteller-Steuerung waren die Fahrzeuge zur Zeit der Indienststellung modern. Die Wagen waren mit einem Broseband ausgestattet, nach 2000 wurden diese jedoch durch Matrixanzeigen ersetzt. Im Innenraum wurden Monitore als Fahrgastinformationssystem eingebaut. Ab dem Jahr 2017 wurde in allen 10 Fahrzeugen die ursprüngliche Steuerung gegen eine Chopper-Steuerung ersetzt. Die Höchstgeschwindigkeit der Fahrzeuge beträgt 60 km/h. Die Länge beträgt 25,35 m, das Leergewicht 32,2 t. Die Fahrzeuge sind 2,26 Meter breit, bieten 40 Sitzplätze und 94 Stehplätze.

## Galerie

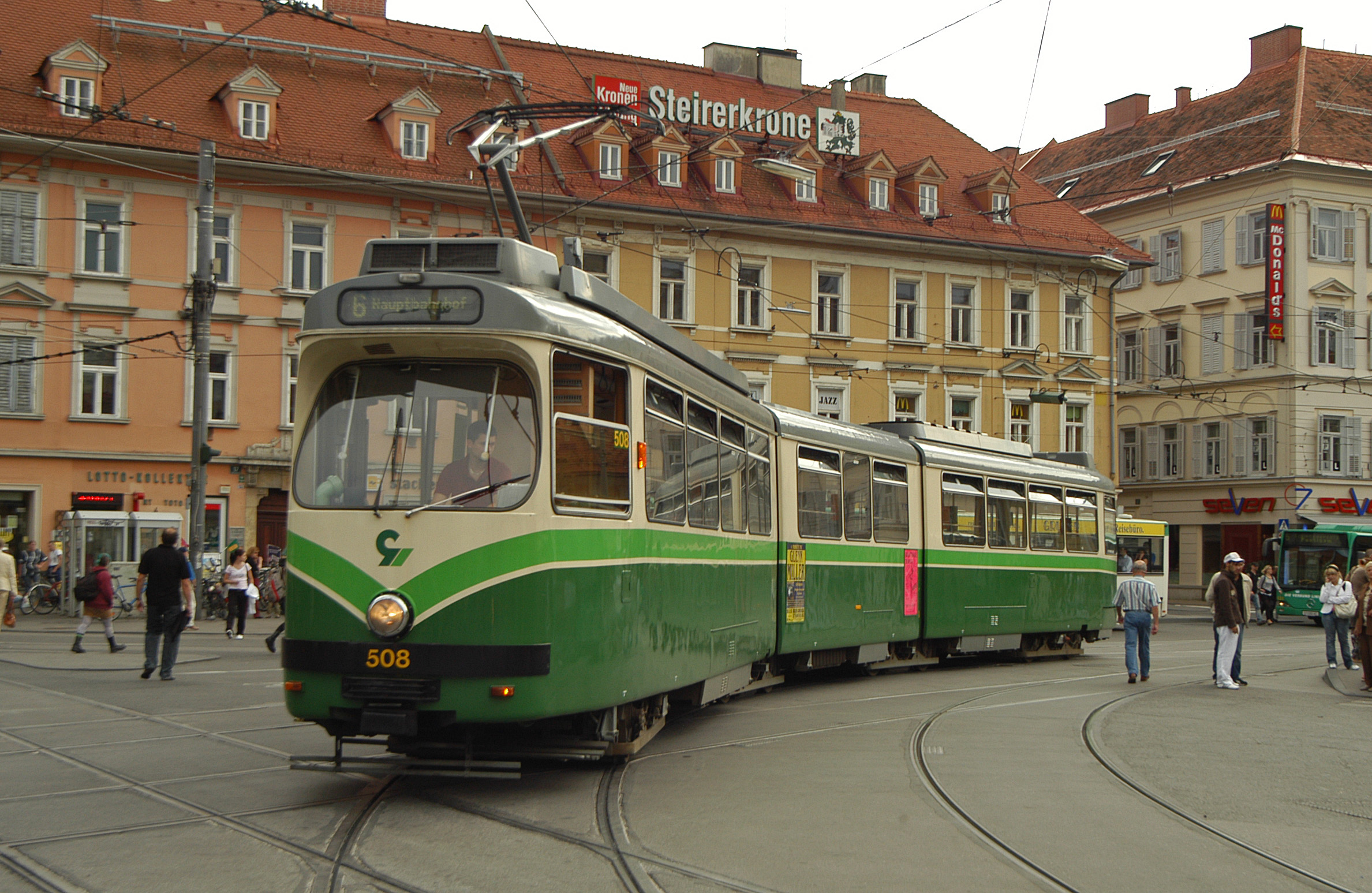
Türlose Seite
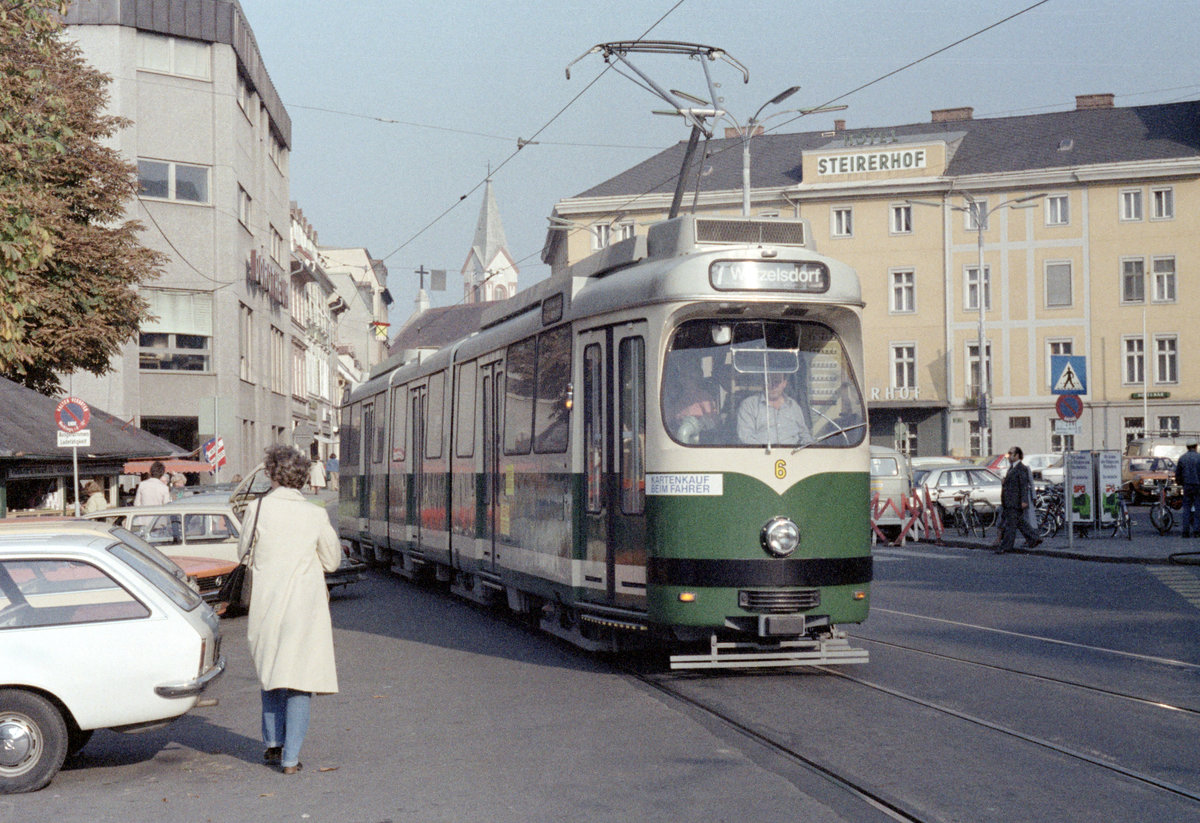
In Ursprungslackierung und mit Rollbandanzeige, 1978
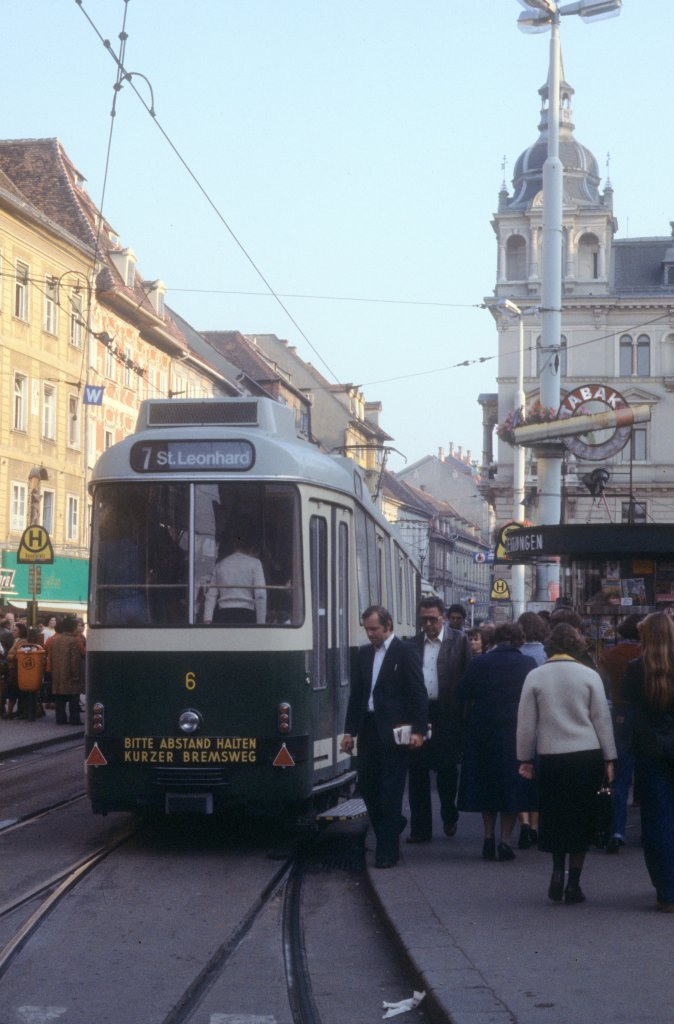
Heckansicht
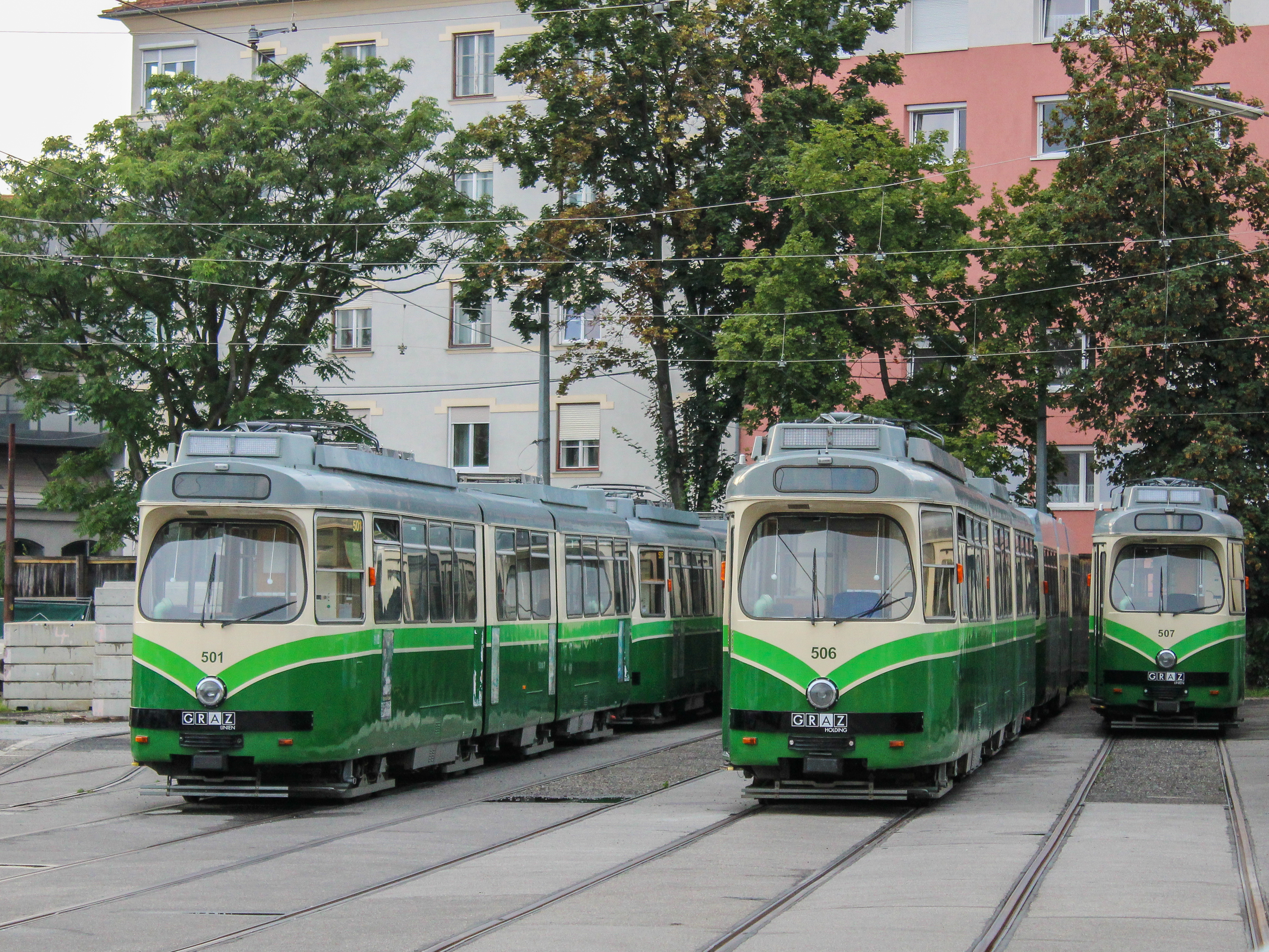
500er abgestellt in der Remise Steyrergasse